# Banat-republikken
Banat-republikken var en kortlivet republik i Banatet. Republikken eksisterede i et par uger i 1918 efter Centralmagternes sammenbrud, men i 1919 blev området delt mellem Rumænien, der fik de østlige ⅔ og Jugoslavien, der fik den vestlige ⅓.

## Geografi
Banat er en del af den store Pannoniske slette og består af frugtbart agerland med bjergland i øst. Grænserne er Donau i syd, Tisza i vest, Mureş i nord, og Karpaterne i øst.

## Historie
Oprindelig var området en del af kongeriget Ungarn. Efter Slaget ved Mohács faldt Banat til Det Osmanniske Rige. Banat var generobret af Habsburgerne omkring 1700 og blev kaldt "Banat af Timişoara" mellem 1718 og 1778. Det blev derefter delt i tre grevskaber.
Før 1. verdenskrig havde området en meget blandet befolkning af rumænere, ungarere, serbere og tyskere – de sidstnævnte blev kaldt "svabere" for at skelne dem fra de tysk-talende lutherske "saksere" af nærliggende Transsylvanien. Efter 1. verdenskrig var der en uafhængig "Banat Republik" i et par uger efter Centralmagternes sammenbrud, men i 1919 blev området delt mellem Rumænien, der fik de østlige ⅔ og Jugoslavien, der fik den vestlige ⅓.
Den jugoslaviske – nu serbiske – del blev indlemmet i Vojvodina og nutidags hentyder "Banat" næsten altid kun til den rumænske del, som er delt i distrikterne Timiş og Caraş-Severin. Ordet "Banat" betyder "område, som regeres af en ban".
45°45′35″N 21°13′48″Ø / 45.7597°N 21.23°Ø